# لافيلو
لافيلو (بالإيطالية: Lavello)‏ هي بلدية في مقاطعة بوتنسا في إقليم بازيليكاتا الإيطالي.

## السكان
في سنة 1861 بلغ عدد السكان 5٬038 نسمة، وتطور العدد ليصل في سنة 2011 لـ 13٬590 نسمة.
يظهر هذا المخطط البياني تطور النمو السكاني لـ لافيلو

## توأمة
للافيلو اتفاقيات توأمة مع:
- أورتا نوفا

## أعلام
- كونراد الرابع ملك ألمانيا